# Pădurea Bogății (sit SCI)
Pădurea Bogății este o arie protejată (arie specială de conservare — SAC, sit de importanță comunitară — SCI) din România, desemnată în scopul protejării biodiversității și menținerii într-o stare de conservare favorabilă a florei spontane și faunei sălbatice, precum și a habitatelor naturale de interes comunitar aflate în arealul zonei de protecție. Aceasta se întinde în centrul țării (în sud-estul Transilvaniei), pe teritoriul județului Brașov.

## Localizare
Aria naturală se întinde în nord-estul județului Brașov, pe teritoriile administrativ al comunelor Apața, Crizbav, Comăna, Feldioara, Hoghiz și Măieruș. Situl este străbătut de drumul național DN13, care leagă municipiul Brașov de Sighișoara.

## Înființare
Zona a fost declarată sit de importanță comunitară prin Ordinul Ministerului Mediului și Dezvoltării Durabile Nr.1964 din 13 decembrie 2007 (privind instituirea regimului de arie naturală protejată a siturilor de importanță comunitară, ca parte integrantă a rețelei ecologice europene Natura 2000 în România) și se întinde pe o suprafață de 6.340 ha..  Situl a fost protejat și ca arie specială de conservare în mai 2022 Acesta se suprapune în cea mai mare parte ariei de protecție specială avifaunistică Pădurea Bogata și include rezervațiile naturale: Cheile Dopca, Cotul Turzunului și Pădurea Bogății.
Situl reprezintă o zonă naturală (păduri de foioase, păduri în amestec, păduri aluviale, râuri, mlaștini, turbării, pășuni, fânețe, terenuri arabile, culturi) încadrată în bioregiunea alpină centrală a Munților Perșani (subunitate geomorfologică a Subcarpații de Curbură, aparținând lanțului carpatic al Orientalilor) și cea continentală a extremității sud-estice a Depresiunii colinare a Transilvaniei. Acesta conservă mai multe specii de floră spontană și protejează o gamă diversă de faună sălbatică.

## Biodiversitate
Aria protejată asigură culoar ecologic de pasaj (între Carpații Meridionali și cei Orientali) pentru carnivore mari (urs, lup) și dispune de opt clase de habitate naturale (Păduri dacice de fag; Păduri de fag de tip Luzulo-Fagetum; Păduri dacice de stejar și carpen; Păduri de stejar cu carpen de tip Galio-Carpinetum; Păduri de fag de tip Asperulo-Fagetum; Păduri medio-europene de fag din Cephalanthero-Fagion; Păduri din Tilio-Acerion pe versanți abrupți, grohotișuri și ravene și Păduri aluviale cu Alnus glutinosa și Fraxinus excelsior) ce favorizează condiții de hrană și viețuire mai multor specii de mamifere, păsări, reptile, amfibieni și insecte; și adăpostește o mare diversitate de ierburi și flori rare.

### Faună
La baza desemnării sitului se află câteva specii faunistice (mamifere, reptile, amfibieni, păsări, pești, insecte); dintre care unele enumerate în anexa I-a a Directivei Consiliului European 92/43/CE din 21 mai 1992 (privind conservarea habitatelor naturale și a speciilor de faună și floră sălbatică) sau aflate pe lista roșie a IUCN; astfel:
Mamifere: urs brun (Ursus arctos, cerb (Cervus elaphus), căprior (Capreolus capreolus), lup cenușiu (Canis lupus), mistreț (Sus scrofa), râs eurasiatic (Lynx lynx), vulpe (Vulpes vulpes), pisică sălbatică (Felis silvestris silvestris), iepure-de-câmp (Lepus europaeus), veveriță (Sciurus carolinensis), liliac mare cu potcoavă (Rhinolophus ferrumequinum), liliac mic cu potcoavă (Rhinolophus hipposideros);
Păsări (protejate prin Directiva CE 147 din 30 noiembrie 2009, privind conservarea păsărilor sălbatice) cu specii de: acvilă țipătoare mică (Aquila pomarina), uliu păsărar (Accipiter nisus), șoimul rândunelelor (Falco subbuteo), lăcarul de rogoz (Acrocephalus schoenobaenus), ciocârlie-de-câmp (Alauda arvensis), fâsă de luncă (Anthus pratensis), fâsă de munte (Anthus spinoletta), fâsă de pădure (Anthus trivialis), ciuf-de-pădure (Asio otus), ieruncă (Tetrastes bonasia), cânepar (Carduelis cannabina), sticlete (Carduelis carduelis), florinte (Carduelis chloris), scatiu (Carduelis spinus), barză neagră (Ciconia nigra), șerpar (Circaetus gallicus), erete-vânăt (Circus cyaneus), erete-cenușiu (Circus pygargus), porumbel de scorbură (Columba oenas), cristei-de-câmp (Crex crex), cuc (Cuculus canorus), ciocănitoarea de grădină (Dendrocopos syriacus), ciocănitoare cu spate alb (Dendrocopos leucotos), ciocănitoare neagră (Dryocopus martius), presură bărboasă (Emberiza cirlus), presură de stuf (Emberiza schoeniclus), măcăleandru (Erithacus rubecula),  șoim-de-iarnă (Falco columbarius), vânturel roșu (Falco tinnunculus), muscar (Ficedula parva), muscar-gulerat (Ficedula albicollis), muscar negru (Ficedula hypoleuca), cinteză (Fringilla coelebs), sfrâncioc roșiatic (Lanius collurio), sfrâncioc mare (Lanius excubitor), grelușelul-de-tufiș (Locustella fluviatilis), forfecuță gălbuie (Loxia curvirostra), ciocârlie-de-pădure (Lullula arborea), filomelă (Luscinia luscinia), privighetoare (Luscinia megarhynchos), presură sură (Miliaria calandra), gaia neagră (Milvus migrans), codobatura albă (Motacilla alba), codobatura galbenă (Motacilla flava), grangur (Oriolus oriolus), ciuf-pitic (Otus scops), viespar (Pernis apivorus), codroș de munte (Phoenicurus ochruros), pitulice de munte (Phylloscopus collybita), pitulice sfârâitoare (Phylloscopus sibilatrix), pitulice-fluierătoare (Phylloscopus trochilus), ciocănitoarea verzuie (Picus canus), corcodel-urechiat (Podiceps auritus), cristeț pestriț (Porzana porzana), brumăriță de pădure (Prunella modularis), mugurar (Pyrrhula pyrrhula), aușel sprâncenat (Regulus ignicapillus), turturică (Streptopelia turtur), mierlă (Turdus merula);
Reptile și amfibieni: șarpele lui Esculap (Elaphe longissima longissima), șarpele orb (Anguis fragilis), gușter (Lcerta viridis), năpârcă (Natrix tessellata), șarpele de alun (Coronella austriaca), șopârlă de câmp (Lacerta agilis), șopârla de ziduri (Podarcis muralis), ivorașul-cu-burta-galbenă (Bombina variegata), broasca-roșie-de-munte (Rana temporaria),  broască râioasă brună (Bufo bufo), broasca verde de pădure (Rana esculenta), broască râioasă verde (Bufo viridis), brotacul-verde-de-copac (Hyla arborea), sălămâzdră de uscat (Salamandra salamandra), tritonul de munte (Triturus alpestris); 
Nevertebrate (fluturi, gândaci): albilița portocalie (Colias myrmidone), fluturele de noapte (Eriogaster catax), fluturele auriu (Euphydryas aurinia), fluturele-tigru (Callimorpha quadripunctaria), fluture purpuriu (Lycaena dispar), fluturele maturna (Euphydryas maturna), cosașul verde (Tettigonia viridissima), rădașcă (Lucanus cervus), gândacul de apă (Rhysodes sulcatus).

### Floră
Pădurea Bogății este una din cele mai importante păduri de foioase din țară, cu o alcătuire predominantă de fag (Fagus sylvatica), în asociere cu gorun (Quercus petraea), carpen (Carpinus betulus), arin (Alnus glutinosa) și răchită (Salix L.). 
La nivelul ierburilor vegetează mai multe plante rare (printre care unele protejate la nivel european prin aceeași Directivă CE 92/43 din 21 mai 1992)cu specii de: gențiană mov (Swertia perennis), churechi de munte (Ligularia sibirica), gușa-porumbelului (Silene nutans ssp. dubia), drețe (Callitriche palustris), bumburez (Schoenus nigricans), laleaua pestriță (Fritillaria meleagris), darie (Pedicularis sceptrum-carolinum); precum și specii boreale de ochii-broaștei (Primula farinosa) și coada-iepurelui (Sesleria coeruleans).
În apropierea cursurilor de apă și în zonele mlăștinoase sunt întâlnite elemente floristice cu specii de: iarbă-albastră (Molinia caerulea), trestioară (Calamagrostis nejglecta), ghințură (Gentiana pneumonanthe și Gentiana ciliata), roua cerului (Drossera angelica), otrățel de baltă (Utricularia vulgaris),  sau  Triaphorum latifolium

## Căi de acces
- Drumul național DN1 pe ruta: București - Ploiești - Sinaia - Predeal - Brașov - DN13 - Feldioara - Măieruș.

## Monumente și atracții turistice
În vecinătatea sitului se află câteva obiective de interes istoric, cultural și turistic (lăcașuri de cult, cetăți, castele, situri arheologice, arii protejate); astfel:

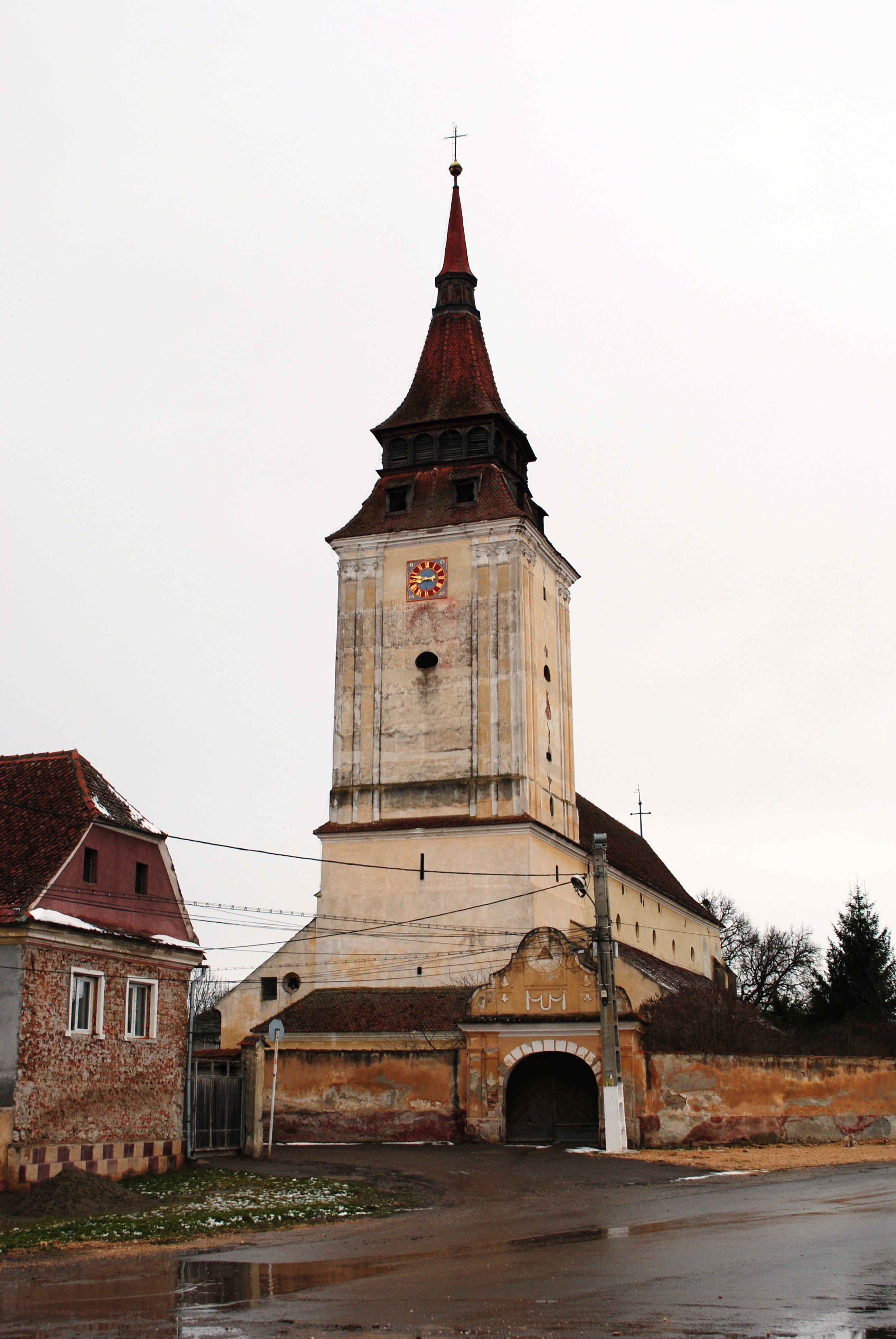
Biserica evanghelică din Feldioara

- Ansamblul bisericii evanghelice din Apața (biserica evanghelică, turnul-clopotniță și casa parohială evanghelică), construcție secolul al XVIII-lea, monument istoric.
- Biserica de lemn "Cuvioasa Paraschiva" din Cuciulata, construcție 1700 - 1752, monument istoric.
- Ansamblul bisericii reformate din Hoghiz, construcție 1749 (biserica reformată și turnul-clopotniță), monument istoric.
- Biserica "Cuvioasa Paraschiva" din Cuciulata, construcție 1784 - 1791, monument istoric.
- Ansamblul bisericii evanghelice fortificate din Măieruș  (biserica evanghelică și incintă fortificată), construcție sec. XV - XIX, monument istoric.
- Biserica evanghelică fortificată din Rotbav, construcție secolul al XIII-lea, monument istoric.
- Biserica evanghelică din Feldioara construită în stil gotic, pe temeliile unei bazilici din secolul al XIII-lea.
- Biserica "Adormirea Maicii Domnului" din Măieruș construcție secolul al XVIII-lea, monument istoric.
- Ansamblul castelului Haller din Hoghiz, construcție sec. XVI - XIX, monument istoric.
- Castelul Guthman - Valenta din Hoghiz, construcție 1553, sec. XVIII, monument istoric.
- Cetatea Feldioarei, cea mai importantă fortificație ridicată de cavalerii teutoni în Transilvania în secolul al XIII-lea.
- Situl arheologic (punct "La Cetate") de la Crizbav (Ruinele cetății Heldenburg - sec. XII - XIII, Epoca medievală; Așezare hallstattiană - sec. XI - IX a. Chr., Hallstatt; Fortificație dacică - sec. V a. Chr.-I p. Chr., Latène).
- Situl arheologic (punct " Pleșița Pietroasă") de la Cuciulata (așezări atribuite perioadelor istorice a epocii bronzului, sec. III a. Chr.-I p. Chr., Latène).
- Situl arheologic (punct "La Cetate") de la Hoghiz (așezare romană/sec. II - III p. Chr., Epoca romană; castru roman/sec. II - III p. Chr., Epoca romană; așezare dacică/sec. II a. Chr.-I p. Chr., Latène)
- Rezervațiile naturale: Cheile Dopca, Cotul Turzunului, Microcanionul în bazalt de la Hoghiz, Peștera Bârlogul Ursului